# Michel Mélissène
Michel Mélissène (en grec : Μιχαὴλ Μελισσηνός) est un important aristocrate et général byzantin sous le règne de l'empereur Constantin V (741-775).

## Biographie
Michel est le premier membre attesté de la famille noble des Mélissène. C'est un favori de Constantin V qui reçoit pour épouse une sœur d'Eudocie, la troisième femme de Constantin V. De ce fait, il devient un parent de l'empereur et il s'assure une position importante au sein de la hiérarchie impériale. Avec sa femme, il a au moins un fils, Théodote Cassitéras Mélissène, qui devient patriarche de Constantinople de 815 à 821 sous le nom de Théodote Ier,. 
En 766-767, il fait partie d'un important remaniement au sein de l'élite byzantine qui a pour objectif de mettre des pro-iconoclastes fiables aux postes d'autorité. Constantin V nomme Michel comme stratège du thème des Anatoliques qui est à l'époque le poste militaire le plus important et le plus puissant de l'Empire byzantin. En outre, il obtient peut-être le titre de patrice dont Théophane le Confesseur se sert pour le désigner dans sa chronique,. En 771, Michel prend part à une expédition contre un raid abbasside en Isaurie. Toutefois, ses troupes sont lourdement défaites et il est incapable d'empêcher le pillage de la région. Après cet événement, rien n'est connu de lui.